# Sempre Eva
Sempre Eva (títol original: Stand-In) és una comèdia screwball estatunidenca de 1937 dirigida per Tay Garnett i protagonitzada per Leslie Howard, Joan Blondell i Humphrey Bogart. El guió va ser escrit per Gene Towne i C. Graham Baker a partir d'una història de Clarence Budington Kelland. Va ser produït pel productor independent Walter Wanger, i estrenada per United Artists. La pel·lícula està ambientada a Hollywood i satiritza  la indústria cinematogràfica durant l'era clàssica de Hollywood. Està doblada al català.

## Argument
Durant la Gran Depressió, en Fowler Pettypacker, un banquer de Wall Street, debat si accepta o no una oferta d'Ivor Nassau per comprar "Colossal Pictures", un estudi de cinema de ficció de Poverty Row. L'estudi no ha obtingut beneficis, però l'analista financer Atterbury Dodd desaconsella la venda. Aposta la seva reputació en els seus càlculs matemàtics que mostren que Colossal hauria de treure beneficis. El banc envia en Dodd a Hollywood com a nou cap de l'estudi.
L'actriu estrella de Colossal, la Thelma Cheri, l'excèntric director estranger Koslofski i l'agent de premsa Tom Potts estan conspirant amb en Nassau per sabotejar l'estudi. Estan augmentant deliberadament els costos de la pel·lícula sobre la jungla del productor Douglas Quintain, Sex and Satan perquè la pel·lícula fracassi i l'estudi arruïni.
A Hollywood, en Dodd coneix la Lester Plum, una antiga estrella infantil alegre que actualment treballa com a substituta de la Cheri. La Lester ensenya a en Dodd sobre el negoci de la realització de cinema i finalment es converteix en la seva secretaria. Sota la tutela de la Lester, en Dodd veu que els treballadors són més que números. La Lester s'enamora d'en Dodd, però inicialment no és conscient dels seus sentiments.
Quan a en Dodd no li impressiona una visualització de Sex and Satan, Koslofski culpa directament en Quintain. Quintain havia descobert la Cheri i la va convertir en una estrella, enamorant-se d'ella en el procés, però es posa del costat de Koslofski. Com a resultat, en Dodd acomiada en Quintain. Després que una vista prèvia del públic confirmi que la pel·lícula és horrible (prefereixen el simi a l'actuació de la Cheri), en Dodd busca el productor desconsolat. Una vegada que es recupera de la seva borratxera, en Quintain té la idea de salvar la pel·lícula reduint la part de la Cheri i ampliant la del simi. Tanmateix, abans que puguin fer-ho, Pettypacker telefona a en Dodd, informant-li que ha venut l'estudi a Nassau i que ell és acomiadat. En Dodd convenç als treballadors inicialment hostils perquè es reuneixin darrere seu per acabar la pel·lícula. Aleshores, li demana a la Lester que es casi amb ell.

## Repartiment
- Leslie Howard com Atterbury Dodd
- Joan Blondell com Lester Plum
- Humphrey Bogart com Doug Quintain
- Alan Mowbray com Koslofski
- Marla Shelton com Thelma Cheri
- C. Henry Gordon com Ivor Nassau
- Jack Carson com Tom Potts
- Tully Marshall com Fowler Pettypacker
- J.C. Nugent com Junior Pettypacker
- William V. Mong com Cyrus Pettypacker

## Temes i interpretacions
Tot i reconèixer que el director Tay Garnett, els guionistes C. Graham Baker i Gene Towne i el productor Walter Wanger no són coneguts per tenir tendències d'esquerres, l'autor Matthew Kennedy va escriure que el "respecte de la pel·lícula per la gent petita de Hollywood [es] reflecteix en la seva ideologia anticapitalista i d'esquerres tal com la va interpretar l'escriptor de contes original Clarence Budington Kelland, l'home que també estava darrere del clàssic populista de 1936 Mr. Deeds Goes to Town ". Kennedy afegeix que Dodd, "un peó per als banquers", ha de deixar de "tractar el treball com a 'engranatges' o 'unitats ' per guanyar-se l'afecte de la Plum. Kennedy també es refereix a una escena en què un grup de membres de la tripulació per sota de la línia llança Nassau per sobre les parets de l'estudi com una al·legoria de la revolució, i conclou que "és el substitut, no l'estrella, qui finalment aconsegueix l'home. A l'esvaïment final, però, Lester Plum encara és una cara sense nom a la maquinària".

## Producció
Joan Blondell, després de treballar a la pel·lícula de 1937 The Perfect Specimen per a Warner Bros., va ser contractada per Stand-In (una estrena de United Artists) com a part d'un "intercanvi de talents d'estudi". Segons sembla, va gaudir de l'entorn de treball de Stand-In . Blondell havia treballat anteriorment amb Bogart a la pel·lícula de 1932 Three on a Match i a la pel·lícula de 1936 Bullets or Ballots, i va declarar sobre ell: "No era un home a qui se n'hagués sentit mai a prop, ningú ho feia. Però m'agradava".
Poc després de la producció de Stand-In, Blondell va ser hospitalitzada per neuritis i esgotament.

## Recepció
La pel·lícula va registrar un benefici de 9.274 dòlars.
Un crític de Life va qualificar la pel·lícula de "molt bona" i va elogiar el paper de Howard com a Dodd com "una part còmica com res que ha fet mai abans" i "una de les seves actuacions més atractives".